# كلمات القرآن تفسير وبيان
كلمات القرآن تفسير وبيان أحد كتب تفسير القران الكريم المعاصرة، ألفه العالم الأزهري ومفتي الديار المصرية حسنين محمد مخلوف (1890 - 1990).

## أسلوب التفسير
الكتاب هو تفسير لما يحتاج إلى التفسير والبيان من كلمات القرآن الكريم، يُوضِّح معانيها، ويُعينُ على فهم الآيات التي هي فيها. وضع فيه المؤلف الكلمات على ترتيب الآيات في السور، وعن يمين كل كلمة رقم آيتها، وعن يسارها تفسيرها، في دقة وإيجاز، مع سهولة ووضوح.

## مقدمة المؤلف
قال مفتي مصر حسنين محمد مخلوف: «فهذا تفسير لما يحتاج إلى التّفسير و البيان من كلمات القرآن ، يوضّح معانيها، و يعين على فهم الآيات التي هي فيها . وضعتُ فيه الكلمات على ترتيب الآيات في السّور، و على يمين كلّ كلمة رقم آيتها، و عن يسارها تفسيرها ، في دقّة و إيجاز ، مع سهولة ووضوح، ليكون رفيقا للمقيم ، و زادًا للمسافر ، خفيف المحمل ، سهل المأخذ ، داني القطوف ، يسارع إليه التّالي و السّامع فيسعفه بطلبته ، ويعينه على بلوغ غايته ، دون تجشّم و عناء. وأسأل الله عزّ شأنه أن يتقبّله خالصا لوجهه الكريم  وأن يجعلني به ومن أعان على نشره فيمن أدّى الأمانة، و قضى شيئا من حقوق كتابه العظيم، إنه سميع مُجيب كريم».

## وصلات خارجية
- تحميل كلمات القرآن تفسير وبيان المكتبة الشاملة
- قراءة كلمات القرآن تفسير وبيان